# Wiggensbach
Wiggensbach település Németországban, azon belül Bajorországban. Lakosainak száma 5135 fő (2023. december 31.). Wiggensbach Altusried, Buchenberg és Kempten községekkel határos.

## Népesség
A település népessége az elmúlt években az alábbi módon változott:
| Lakosok száma | 1953 | 2998 | 2857 | 3468 | 4843 | 4875 | 5036 | 5020 | 5056 | 5135 |
|               | 1875 | 1950 | 1975 | 1987 | 2012 | 2014 | 2016 | 2017 | 2021 | 2023 |